# Revista de Ciências do Estado
A Revista de Ciências do Estado é um periódico científico editado pelo Programa de Graduação em Ciências do Estado da UFMG. Publicada desde seu lançamento em 2016, a revista faz parte do Portal Periódicos CAPES e também está indexada em várias bases como Latindex e DOAJ.
Na avaliação do Qualis realizada pela Coordenação de Aperfeiçoamento de Pessoal de Nível Superior (CAPES), este periódico foi classificado no extrato A4 para a área de Interdisciplinar.

## História
A ideia da Revista de Ciências de Estado surge em 2015 em um momento crítico de
instabilidade do curso de Ciências do Estado na UFMG, da união dos, na época
estudantes da graduação, Lucas Parreira Álvares, Lucas Mendes Rosa, Marina
Silveira Marques, Carolina Rodrigues e do, na época, estudante de pós graduação,
Bernardo Supranzetti.
Sendo nomeada inicialmente como “Estado, Ciência e Sociedade”, a revista viu no
nome “Revista de Ciências do Estado” a oportunidade de junto a divulgação do
edital, divulgar também o curso e por esse motivo, nasceu “Revista de Ciências do
Estado”. A sigla por qual é conhecida, REVICE, foi ideia de Carolina Rodrigues e até os dias atuais é utilizada para se referir ao periódico.
A publicação do primeiro volume aconteceu no primeiro semestre de 2016, intitulado
“Ciências do Estado: Trajetórias e Perspectiva”, desde então, a REVICE segue a
publicação semestral, tendo publicado até o fim do ano de 2024 nove volumes com
dois números cada.